# Guy Rainville
Pour les articles homonymes, voir Rainville (homonymie).
Guy Rainville est né à Chibougamau en 1963 et vit à Montréal jusqu'à sa majorité. Il travaille comme consultant en géothermie. Il est chef du Parti vert du Québec jusqu'en 2010.

## Biographie
Préoccupé par la pauvreté vécue par les enfants à Montréal, il fonde en 2004 le projet « Germe La Vie », dont le but est d’éliminer la faim des élèves pendant les heures de classe.
En septembre 2004, il rejoint le Parti vert du Québec où il participe activement à la croissance de l’instance régionale de Montréal. En mai 2006, il est élu conseiller à l’exécutif national du parti, puis vice-président en octobre 2007.

À la suite de son élection, il déclare : 

« Le Parti vert du Québec est un parti du peuple pour le peuple. Nous allons démontrer au cours des prochains mois qu’il est beaucoup plus qu’un parti strictement environnemental, qu’il est un parti complet et crédible ayant des positions économiques, sociales, démocratiques et culturelles inspirantes. J’aborde mon nouveau rôle avec un enthousiasme renouvelé par la qualité et la vitalité des débats auxquels j’assiste pendant ce congrès »

## Résultats électoraux
|                                                                                             | Nom                      | Parti               | Nombre de voix | %      | Maj.  |
| ------------------------------------------------------------------------------------------- | ------------------------ | ------------------- | -------------- | ------ | ----- |
|                                                                                             | Benoit Charette          | Parti québécois     | 11 961         | 43,1 % | 2 981 |
|                                                                                             | Marie-France Daoust      | Libéral             | 8 980          | 32,4 % | -     |
|                                                                                             | Lucie Leblanc (sortante) | Action démocratique | 4 986          | 18 %   | -     |
|                                                                                             | Guy Rainville            | Vert                | 1 168          | 4,2 %  | -     |
|                                                                                             | Julien Demers            | Québec solidaire    | 632            | 2,3 %  | -     |
| Total                                                                                       | Total                    | Total               | 27 727         | 100 %  |       |
| Le taux de participation lors de l'élection était de 61 % et 535 bulletins ont été rejetés. |                          |                     |                |        |       |

|                                                                                               | Nom               | Parti               | Nombre de voix | %      | Maj.  |
| --------------------------------------------------------------------------------------------- | ----------------- | ------------------- | -------------- | ------ | ----- |
|                                                                                               | Lucie Leblanc     | Action démocratique | 12 415         | 36,3 % | 1 132 |
|                                                                                               | Daniel Goyer      | Parti québécois     | 11 283         | 33 %   | -     |
|                                                                                               | Paule Fortier     | Libéral             | 8 183          | 23,9 % | -     |
|                                                                                               | Guy Rainville     | Vert                | 1 448          | 4,2 %  | -     |
|                                                                                               | Julien Demers     | Québec solidaire    | 740            | 2,2 %  | -     |
|                                                                                               | Manon Bissonnette | Indépendant         | 114            | 0,3 %  | -     |
| Total                                                                                         | Total             | Total               | 34 183         | 100 %  |       |
| Le taux de participation lors de l'élection était de 76,4 % et 360 bulletins ont été rejetés. |                   |                     |                |        |       |